# Vozmediano
Vozmediano – gmina w Hiszpanii, w prowincji Soria, w Kastylii i León, o powierzchni 16,61 km². W 2011 roku gmina liczyła 41 mieszkańców.